# U21-världsmästerskapet i handboll för herrar 2007
U21-världsmästerskapet i handboll för herrar 2007, arrangerat av IHF, var en handbollsturnering med spelare födda 1986 eller senare. Den arrangerades i Skopje och Ohrid i Makedonien.

## Medaljsummering
| Guld: | Silver: | Brons: |
| Sverige1. Johan Sjöstrand 12. Andreas Palicka 2. Björn Nordmark 3. Alexander Borgstedt 4. Richard Blank 5. Anders Hallberg 6. Johan Elf 7. Charlie Sjöstrand 8. Joakim Bäckström 9. Emil Berggren 10. Marcus Tobiasson 11. Victor Fridén 13. Tobias Warvne 14. Johan Jakobsson 15. Magnus Johansson 17. Patrik Johanson 18. Leonel OjalaFk. Gunnar Blombäck | Tyskland1. Jürgen Müller 12. Jens Vortmann 16. Mario Huhnstock 18. Matthias Ritschel 2. Robin Haller 3. Uwe Gensheimer 4. Thorsten Salzer 6. Peter Jungwirth 7. Steffen Weinhold 8. Gunnar Dietrich 9. Hannes Lindt 10. Dennis Krause 11. Michael Allendorf 13. Martin Strobel 15. Marc Hafner 17. Tim Kneule 20. Sebastian WeberFk. Martin Heuberger | Danmark1. Tim Winkler 12. Niklas Landin Jacobsen 2. Nikolaj Koch-Hansen 3. Mads Christiansen 4. Henrik Toft Hansen 5. Stefan Hundstrup 6. Kasper Irming Andersen 7. Chris Jørgensen 9. Claus Kjeldgaard Steffensen 10. Jacob Bagersted 13. Rune Poulsen 14. Marcus Mork Kristiansen 15. Jesper Meinby Pedersen 17. Palle Hansen 19. Stefan Nielsen 22. Rasmus BertelsenFk. Flemming Pedersen |

## Statistik

### Slutställning
| 1. Sverige     |
| 2. Tyskland    |
| 3. Danmark     |
| 4. Kroatien    |
| 5. Spanien     |
| 6. Egypten     |
| 7. Frankrike   |
| 8. Slovenien   |
| 9. Ryssland    |
| 10. Makedonien |
| 11. Sydkorea   |
| 12. Kuwait     |
| 13. Argentina  |
| 14. Slovakien  |
| 15. Portugal   |
| 16. Brasilien  |
| 17. Tunisien   |
| 18. Bulgarien  |
| 19. Angola     |
| 20. Chile      |

### All-Star Team
| Position | Namn                 | Lag      |
| -------- | -------------------- | -------- |
| MV       | Johan Sjöstrand      | Sverige  |
| V6       | Karim El Din Shoukry | Egypten  |
| M6       | Henrik Toft Hansen   | Danmark  |
| H6       | Ivan Čupić           | Kroatien |
| V9       | Alen Blažević        | Kroatien |
| M9       | Martin Strobel       | Tyskland |
| H9       | Johan Jakobsson      | Sverige  |

### Mest värdefulla spelare
| Position | Namn           | Lag      |
| -------- | -------------- | -------- |
| V6       | Uwe Gensheimer | Tyskland |

### Skytteligan
| Placering | Namn             | Lag       | Mål |
| --------- | ---------------- | --------- | --- |
| 1         | An Jong-min      | Sydkorea  | 75  |
| 2         | Ivan Čupić       | Kroatien  | 70  |
| 3         | Borislav Kobakov | Bulgarien | 58  |
| 3         | Anis Mahmoudi    | Tunisien  | 58  |
| 5         | Uwe Gensheimer   | Tyskland  | 56  |